# Y tế

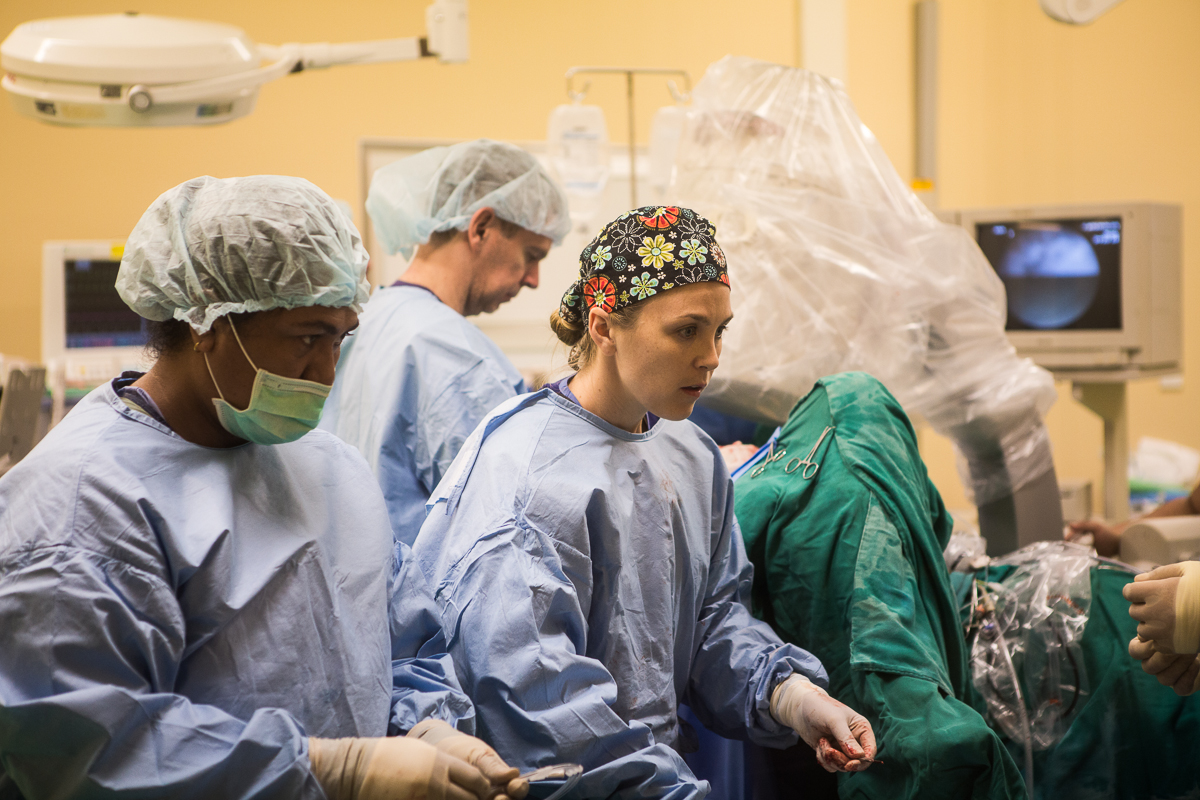
Ngoại khoa là một phân ngành của y tế liên quan đến phẫu thuật

Y tế nghĩa đen là chữa bệnh và cứu giúp, hay Chăm sóc sức khỏe, là việc chẩn đoán, điều trị và phòng ngừa bệnh, bệnh tật, thương tích, và suy yếu về thể chất và tinh thần khác ở người. Nó đề cập đến những việc cung cấp chăm sóc sức khỏe ban đầu, chăm sóc thứ cấp và chăm sóc thứ 3, cũng như trong y tế công cộng.

## Nhà cung cấp dịch vụ
Chăm sóc sức khỏe được thực hiện bởi những người hành nghề y như chỉnh hình, nha khoa, điều dưỡng, dược, y tế liên quan, và các nhà cung cấp dịch vụ chăm sóc.
Việt Nam chúng ta đang phải đối mặt với làn sóng dịch thứ tư với những nguy cơ và thác thức không hề nhỏ. Bởi đợt dịch này được đánh giá với mức độ lây lan rất cao cùng với đó là những biến chủng đa loại.
Để nhanh chóng dập dịch và sớm trở lại cuộc sống bình thường. Và nhiều tỉnh, thành phố đã thực hiện giãn cách xã hội theo chỉ thị 16. Để chia sẻ với những bệnh nhânh đang thực hiện cách lý y tế, nhiều mạng lưới, nền tảng khám bệnh online đã được thực hiện bởi các chuyên gia và các bác sĩ uy tín. Mục đích nhằm tư vấn và giải đáp thắc mắc về Covid-19 và các bệnh lý thường gặp, cũng như kết nối với các bác sĩ trực tuyến và đặt lịch khám bệnh.
Dịch COVID-19 bùng phát, đặc biệt là Thành phố Hồ Chí Minh cùng Hà Nội và một số tỉnh thành thực hiện giãn cách xã hội, nhiều người dân có tâm lý e ngại đến khám, chữa bệnh ở các cơ sở y tế. Trong khi ở nhà thì mắc phải hàng loạt bệnh thông thường như: Cao huyết áp, tim mạch, dạ dày, tiểu đường, phụ khoa, xương khớp, hô hấp… lại khó khăn không biết xoay sở thế nào khi gặp vấn đề.
Xuất phát từ tình hình cũng như nỗi trăn trở của nhiều bệnh nhân. Hiện nay đã có hàng ngàn Bác sĩ thực hiện tư vấn và thăm khám miễn phí cho người bệnh. Mới nhất, cùng chung tay góp sức hỗ trợ người bệnh, nền tảng đặt lịch khám bệnh và chăm sóc sức khỏe toàn diện miễn phí có tên ISOFHCARE với chuyên mục "Bác sĩ ơi" đã ra đời.
Chương trình hỗ trợ kết nối trực tuyến giữa những người gặp khó khăn khi tiếp cận dịch vụ y tế, những người thuộc diện cách ly hoặc đang trong khu vực phong tỏa giữa bác sĩ và cơ sở y tế một cách nhanh chóng, hạn chế các thủ tục đăng ký và tiết kiệm thời gian chờ đợi. Theo như chúng tôi tháy, nền tảng này đã kết nối được với hơn 40 cơ sở y tế, với nhiều bệnh viện lớn như Bệnh viện Phổi Trung ương, Việt Đức, E, 199 Đà Nẵng, Đa khoa tỉnh Thanh Hóa,… Cùng với đó, khoảng 1.900 y bác sĩ đồng hành, luôn sẵn sàng tư vấn người bệnh.
Với 3 công cụ sẵn có: cộng đồng trên Facebook, website chia sẻ thông tin bác sĩ và ứng dụng đặt khám thông minh, trung bình, mỗi tuần nền tảng ISOFHCARE hỗ trợ thành công tới hơn 1.500 lượt đặt khám và khoảng 50 câu hỏi được trả lời.

## Chính sách y tế
Chăm sóc sức khỏe khác nhau giữa các nước, các nhóm và cá nhân, phần lớn chịu ảnh hưởng bởi các điều kiện xã hội và kinh tế cũng như các chính sách y tế tại chỗ. Các nước và vùng lãnh thổ có chính sách khác và kế hoạch liên quan đến các mục tiêu chăm sóc sức khỏe cá nhân và dựa trên dân số trong xã hội của họ. Hệ thống chăm sóc y tế là các tổ chức được thành lập để đáp ứng nhu cầu sức khỏe của dân số. Thể thức chính xác của chúng thay đổi khác nhau giữa các nước. Ở một số quốc gia và vùng lãnh thổ, quy hoạch chăm sóc sức khỏe được phân phối giữa các đối tác trên thị trường, trong khi ở một số nước kế hoạch ho ạch này được thực hiện tập trung hơn giữa các chính phủ hoặc các cơ quan phối hợp khác. Trong mọi trường hợp, theo Tổ chức Y tế Thế giới (WHO), hệ thống chăm sóc sức khỏe tốt đòi hỏi một cơ chế tài chính mạnh mẽ, đội ngũ cán bộ được đào tạo và trả lương tốt; thông tin đáng tin cậy làm cơ sở để ra quyết định và lập chính sách; và cơ sở vật chất và hậu cần duy trì tốt để cung cấp thuốc và công nghệ có chất lượng.
Chăm sóc sức khỏe có thể tạo thành một phần trong nền kinh tế quốc gia. Năm 2008, ngành Y tế sử dụng trung bình 9% (GDP) trong các quốc gia phát triển nhất. Hoa Kỳ (16.0%), Pháp (11.2%), và Thụy Sĩ (10.7%) là 3 nước dẫn đầu.
Chăm sóc sức khỏe thông thường được coi như là một yếu tố quyết định quan trọng trong việc nâng cao sức khoẻ tổng quát và hạnh phúc của mọi người trên khắp thế giới. Một ví dụ của việc này là xóa bệnh đậu mùa trên toàn thế giới vào năm 1980 - WHO tuyên bố rằng căn bệnh đầu tiên trong lịch sử nhân loại được loại bỏ hoàn toàn bởi sự can thiệp chăm sóc sức khỏe.
Chính phủ Mexico đã khánh thành Trung tâm phân phối dược phẩm quốc gia có quy mô lớn nhất thế giới, kết nối với toàn bộ hệ thống bệnh viện và cơ sở y tế trong cả đất nước để đưa các sản phẩm y tế hoàn toàn miễn phí đến tay người bệnh trong thời gian tối đa 48 giờ, bất kể tới địa điểm nào trên toàn lãnh thổ. Với dự án có tên “Siêu tổng kho dược phẩm quốc gia vì sức khỏe người dân” có diện tích 50 hecta tại thành phố miền Trung Huehuetoca, Tổng thống Mexico Andrés Manuel López Obrador nhấn mạnh đây là thời khắc lịch sử bởi từ giờ trở đi, mọi người dân Mexico sẽ được ấp thuốc hoàn toàn miễn phí trong thời gian nhanh nhất, đây là dự án đưa Mexico trở thành quốc gia đầu tiên và duy nhất trên thế giới có khả năng cung cấp thuốc hoàn toàn miễn phí và kịp thời đến mọi người dân.